# Бернс-Флет (Оклахома)
Бернс-Флет (англ. Burns Flat) — місто (англ. town) в США, в окрузі Вошіта штату Оклахома. Населення — 1948 осіб (2020).

## Географія
Бернс-Флет розташований за координатами 35°21′17″ пн. ш. 99°10′30″ зх. д. / 35.35472° пн. ш. 99.17500° зх. д. (35.354805, -99.175032).  За даними Бюро перепису населення США в 2010 році місто мало площу 2,25 км², уся площа — суходіл.

### Клімат
| Клімат : Бернс-Флет      | Клімат : Бернс-Флет | Клімат : Бернс-Флет | Клімат : Бернс-Флет | Клімат : Бернс-Флет | Клімат : Бернс-Флет | Клімат : Бернс-Флет | Клімат : Бернс-Флет | Клімат : Бернс-Флет | Клімат : Бернс-Флет | Клімат : Бернс-Флет | Клімат : Бернс-Флет | Клімат : Бернс-Флет | Клімат : Бернс-Флет |
| Показник                 | Січ.                | Лют.                | Бер.                | Квіт.               | Трав.               | Черв.               | Лип.                | Серп.               | Вер.                | Жовт.               | Лист.               | Груд.               | Рік                 |
| Середній максимум, °C    | 6,7                 | 8,9                 | 15,0                | 21,7                | 25,6                | 30,0                | 32,8                | 31,7                | 26,7                | 21,7                | 15,0                | 7,8                 | 20,3                |
| Середній мінімум, °C     | −4,4                | −2,2                | 1,7                 | 8,9                 | 13,9                | 18,9                | 20,6                | 20,0                | 15,6                | 10,0                | 2,8                 | −1,1                | 8,8                 |
| Норма опадів, мм         | 18                  | 25                  | 33                  | 53                  | 104                 | 97                  | 71                  | 79                  | 94                  | 64                  | 36                  | 30                  | 704                 |
| ------------------------ | ------------------- | ------------------- | ------------------- | ------------------- | ------------------- | ------------------- | ------------------- | ------------------- | ------------------- | ------------------- | ------------------- | ------------------- | ------------------- |
| Джерело: Weatherbase.com |                     |                     |                     |                     |                     |                     |                     |                     |                     |                     |                     |                     |                     |

## Демографія
Згідно з переписом 2010 року, у місті мешкало 2057 осіб у 720 домогосподарствах у складі 533 родин. Густота населення становила 915 осіб/км².  Було 900 помешкань (401/км²).
Расовий склад населення:
| - 82,5 % — білих - 3,5 % — корінних американців - 2,3 % — чорних або афроамериканців - 0,4 % — азіатів - 4,2 % — осіб інших рас |

До двох чи більше рас належало 7,0 %. Частка іспаномовних становила 11,8 % від усіх жителів.
За віковим діапазоном населення розподілялося таким чином: 33,0 % — особи молодші 18 років, 59,1 % — особи у віці 18—64 років, 7,9 % — особи у віці 65 років та старші. Медіана віку мешканця становила 29,7 року. На 100 осіб жіночої статі у місті припадало 93,0 чоловіків;  на 100 жінок у віці від 18 років та старших — 94,2 чоловіків також старших 18 років.
Середній дохід на одне домашнє господарство  становив 59 388 доларів США (медіана — 51 042), а середній дохід на одну сім'ю — 56 530 доларів (медіана — 46 458). Медіана доходів становила 49 375 доларів для чоловіків та 31 705 доларів для жінок. За межею бідності перебувало 15,2 % осіб, у тому числі 22,6 % дітей у віці до 18 років та 13,8 % осіб у віці 65 років та старших.
Цивільне працевлаштоване населення становило 890 осіб. Основні галузі зайнятості: сільське господарство, лісництво, риболовля — 36,9 %, освіта, охорона здоров'я та соціальна допомога — 16,2 %, роздрібна торгівля — 7,4 %, мистецтво, розваги та відпочинок — 6,9 %.